# Notes on a Scandal

Notes on a Scandal —titulada Diario de un escándalo en España y Escándalo en Hispanoamérica— es una película británica de género suspense psicológico-dramático de 2006, adaptada de la novela Diario de un escándalo de Zoë Heller. Fue dirigida por Richard Eyre a partir del guion de Patrick Marber y cuenta con Judi Dench y Cate Blanchett en los papeles estelares.
Cuenta la historia de Barbara, una anciana profesora de escuela quien narra en su diario su obsesión por Sheba, una profesora de mediana edad que a su vez mantiene una relación en secreto con un estudiante de 15 años. La película recibió la ovación de la crítica cinematográfica, y tuvo cuatro candidaturas al Óscar en las categorías de: mejor actriz, mejor actriz de reparto, mejor guion adaptado y mejor banda sonora.

## Argumento

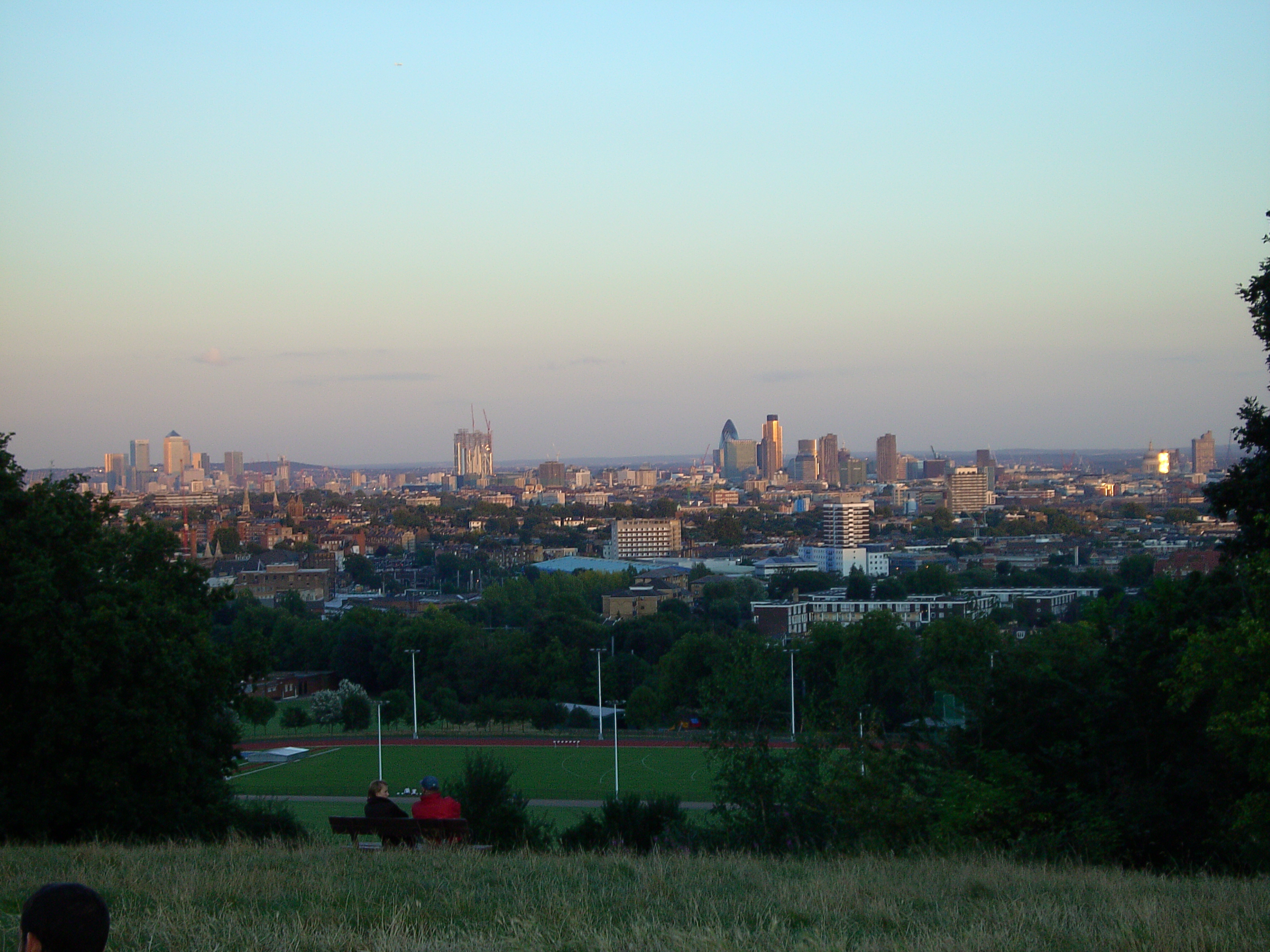
El banco sobre el suburbio de Parliament Hills, lugar donde inicia y concluye el filme.

Barbara Covett (Judi Dench) es una anciana profesora de historia en una escuela pública de Londres. Nunca se casó, ni tuvo hijos y se encuentra cerca del retiro, así que su único confort es escribir en su diario. Un día, una nueva profesora de artes, Sheba Hart (Cate Blanchett), llega a la escuela y Barbara se siente atraída hacia ella inmediatamente. Sheba es una mujer de mediana edad, casada con Richard (Bill Nighy), quien es mucho mayor que ella, y con dos hijos, uno de ellos, con síndrome de Down, quien es la razón por la cual Sheba no había ejercido como maestra durante años. Poco a poco, Barbara se gana la confianza de Sheba y se vuelven amigas rápidamente. 
Una noche, mientras se llevan a cabo actividades navideñas en la escuela, Barbara sale a buscar a Sheba al salón de arte al notar su ausencia y la descubre teniendo relaciones sexuales con Steven Connolly (Andrew Simpson), un estudiante de 15 años. Barbara entra en shock y decide enfrentara al día siguiente. Ambas se citan en un bar y Sheba le relata de cómo y cuándo había conocido a Steven y cómo este, demostrando un comportamiento más maduro, la había seducido. Sheba le ruega a Barbara de no contarle a nadie sobre su relación hasta después de Navidad para poder pasar las festividades con su familia. Barbara, por otro lado, le dice que no tiene intención de contarle a nadie con la condición de acabar con su relación con el estudiante. Este paso fue visto por Barbara como conveniente pues se ganaría aún más su confianza.

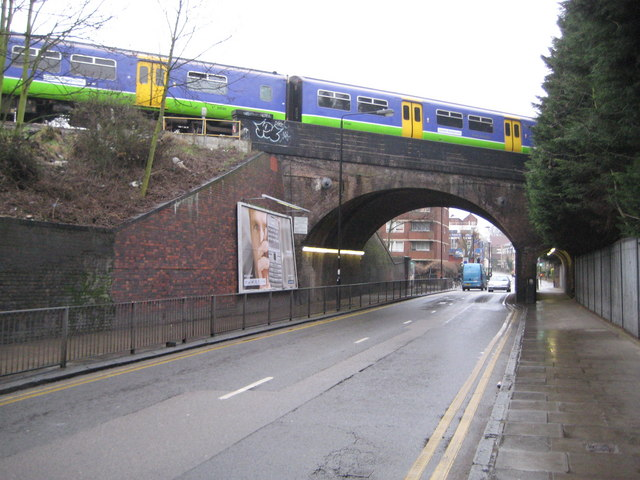
El túnel del ferrocarril en el suburbio de Gospel Oak, lugar de encuentro de Sheba y Steven.

A los pocos días, Steven busca a Sheba en su casa pero ella le deja claro que todo ha terminado, pero cede a sus pretensiones y ambos siguen su relación en secreto. Barbara busca recurrentemente a Sheba para buscar consuelo pues su gata Portia, está en muy mal estado de salud.. Un día, cuando Barbara se encontraba de visita en su casa, se da cuenta de que Steven también había ido allí y que la relación seguía en pie. Indignada, Barbara amenaza a Sheba con contar toda la verdad si no termina de una vez con todas su amorío con el estudiante. Sheba sale en su búsqueda inmediatamente y descubre que Steven, en realidad, proviene de una familia decente y no sufre ningún tipo de maltrato, argumentos que había tergiversado para ganarse su confianza. La relación termina y Sheba y Barbara acentúan su amistad aún más.
El día en que Portia debía ser sacrificada debido a su pésimo estado de salud, Barbara sale en búsqueda desesperada de Sheba para pedirle que la acompañe en ese doloroso momento. Sheba, quien va de salida para una presentación escolar de su hijo, educadamente se niega. Barbara, llena de ira, la amenaza con contarle todo a su esposo si no la acompaña y le advierte que podría hacer cualquier cosa si no cede a su requerimiento. Sheba, sorprendida y apenada al mismo tiempo, continúa su camino y le dice que la llamará después. Barbara entierra a su gata en soledad y empieza a mostrar signos de obsesión por mantener a Sheba a su lado. En la noche del entierro, un profesor de la escuela visita a Barbara para preguntarle si Sheba alguna vez se había fijado en él. Dicha pregunta abre el camino a Barbara para revelar su relación e induce la idea de que Sheba aún mantenía aquel amorío con Steven, así él contaría toda la verdad y ella se vengaría de Sheba por el desplante que le había hecho cuando había ido a buscarla. Una noche, cuando ambas profesoras ya habían hecho las paces, la madre de Steven va en búsqueda de Sheba y la enfrenta por haber mantenido una relación con su hijo, quien para ella aún era un niño. La relación se hace pública finalmente y Sheba pierde su trabajo. 

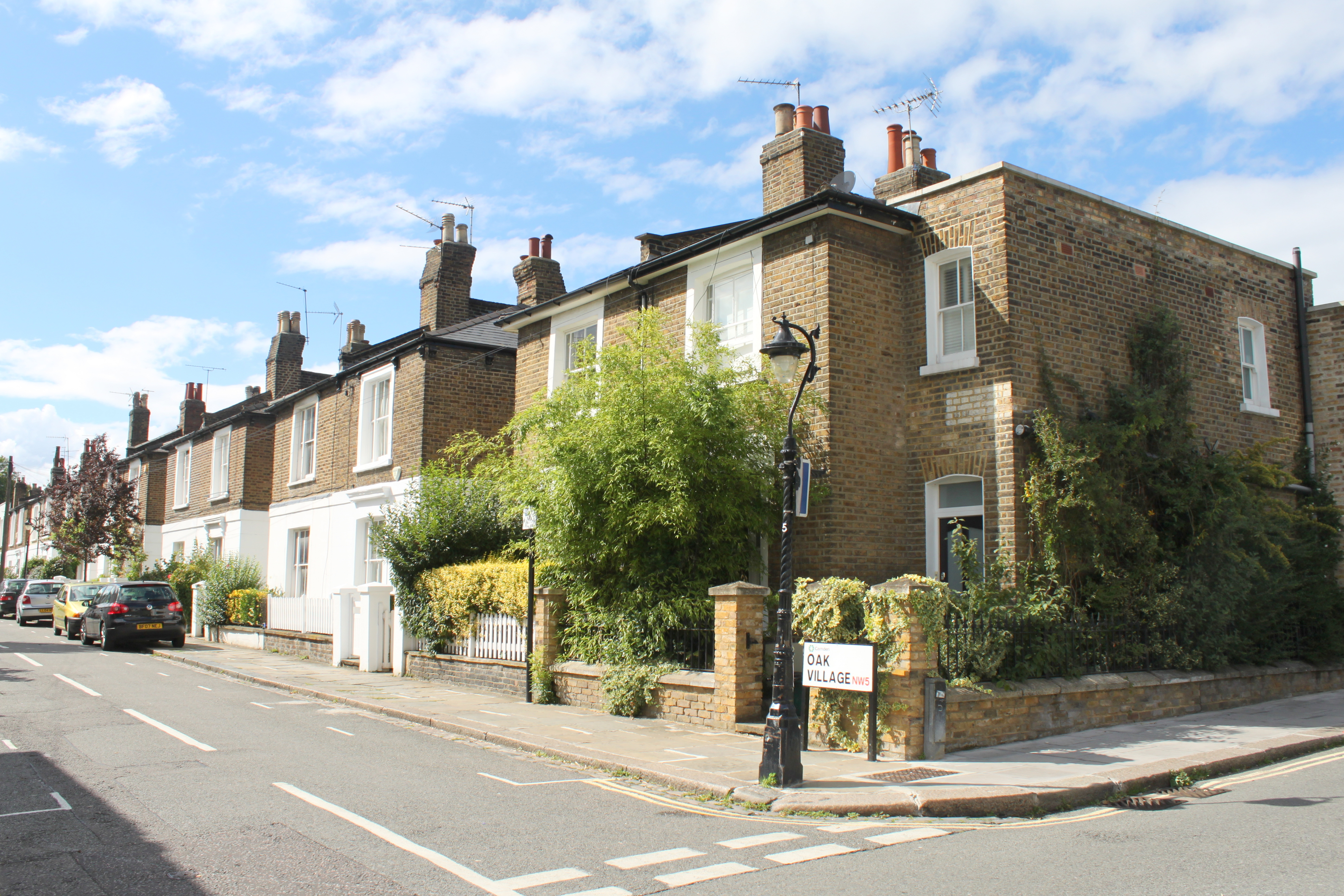
La casa de Barbara en el suburbio de Gospel Oak (en la imagen), sitio donde ocurre la confrontación final con Sheba y que marca el momento culmen de la película.

El amorío entre la profesora de mediana edad y un estudiante de 15 años se vuelve más controversial al ser cubierto por la prensa local como un «escándalo». Al ver la magnitud que había alcanzado el haberle revelado la verdad a uno de sus colegas, Barbara trata de detenerlo, pero es inútil y pronto se convierte en cómplice pues había tenido una relación cercana con Sheba y era posible que hubiera sabido del escándalo y no hablado. Barbara es enfrentada por el director de la escuela y la interroga para que cuente la verdad, al negarse, él le revela que su amistad con Sheba no era algo común y menciona a Jennifer, otra joven docente quien ya había trabajado allí pero que había renunciado súbitamente al sentirse asediada por el carácter obsesivo de Barbara. Barbara guarda silencio y es despedida de la escuela. En este punto, Sheba cree que la relación había salido a la luz porque Steven se lo había confesado a su madre, provocando una grave crisis en su matrimonio. Cuando Richard le pide que abandone su hogar, Sheba le pide a Barbara hospedarse en su casa por un tiempo. Ella no puede negarse. 
Ya en su casa, Sheba descubre el diario de Barbara en donde relataba con precisión sus pretensiones y su culpabilidad por haber sacado su relación a la luz. Furiosa, Sheba la enfrenta al no entender las razones del daño que le había hecho y de forma despavorida, sale a la calle con el diario en sus manos, enfrentándose a los reporteros locales que la estaban asediando y que había hecho de su caso una noticia amarillista. Al verla acorralada, Barbara la rescata y la entra nuevamente a la casa. Horas después y ya con calma, Sheba le revela que su única intención fue entablar una simple amistad con ella, a lo que Barbara responde que necesitaba algo más que una amiga. Sheba vuelve a su casa en donde restablece su relación con Richard, y finalmente es sentenciada a 10 meses de prisión por su relación con un menor de edad.
En la escena final, Barbara conoce a Annabel, una joven quien se encontraba leyendo acerca del escándalo. Barbara comenta que la había conocido pero que su relación había sido distante. Se presenta, toma asiento junto a ella y trata de entablar una conversación más cercana, dando fin a la película.

## Reparto
- Judi Dench como Barbara Covett
- Cate Blanchett como Sheba Hart
- Bill Nighy como Richard Hart
- Andrew Simpson como Steven Connolly
- Tom Georgeson como Ted Mawson
- Michael Maloney como Sandy Pabblem
- Joanna Scanlan como Sue Hodge
- Shaun Parkes como Bill Rumer
- Emma Williams como Linda
- Phil Davis como Brian Bangs
- Juno Temple como Polly Hart
- Max Lewis como Ben Hart
- Anne-Marie Duff como Annabel
- Julia McKenzie como Marjorie

## Filmación y recepción

### Filmación
La filmación de Notes on a Scandal tuvo lugar entre agosto y septiembre de 2005. Entre los sitios de grabación estuvieron: Parliament Hill, Gospel Oak y Camden Town, suburbios al noroeste de Londres. Las escenas de la escuela fueron grabadas en el Islington Arts and Media School, también ubicado en Londres.

### Recepción crítica
La cinta recibió excelentes reseñas por parte de la crítica británica, con énfasis en las interpretaciones destacadas de Cate Blanchett y Judi Dench.  El diario The Guardian llamó a la cinta una «exquisita adaptación» con las «interpretaciones tremendas de Judi Dench y Cate Blanchett, con  [actuaciones] deslumbrantes del reparto y con un guion magistral de Patrick Marber». The Times elogió la cinta con la siguiente reseña: 

Notes on a Scandal esta [ferozmente] bien escrita... Richard Eyre dirige el filme tal como un kammerspiel. Se apoya sobre la música siempre presente de Philip Glass como un bastón. Pero su don natural de enmarcar las escenas esta estupendamente concretado. Un potente y maligno placer.

Diversas publicaciones estadounidenses también ovacionaron la película. Recibió la calificación de «Fresco certificado» con un 87% de aprobación de Rotten Tomatoes. Los Angeles Times escribió: «sexy, post-políticamente correcta y con aspiraciones, Notes on a Scandal podría resultar siendo la Atracción fatal de los años dos mil». The Washington Post destacó su «brillantez oscura, que ofrece posiblemente la única e inteligente razón a tal [escándalo] jamás creado, con un punto de vista que es de alguna forma oculta a la vista y que es ofrecida con ninguna sentimentalidad en absoluto». De igual forma, clasificó el filme con «un estudio antropológico de la clase media británica liberal y de izquierda». El consagrado crítico cinematográfico Roger Ebert alabó la cinta y las actuaciones estelares escribiendo: 

Tal vez la interpretación cinematográfica más grande de una pareja en 2006. Dench y Blanchett son magníficas. Notes on a Scandal es un sagaz, inescrupuloso y maduro [largometraje].

Por otro lado, Houston Chronicle fue de las pocas publicaciones en desaprobar la cinta escribiendo: «el drama satura exageradamente casi que cada pieza de esta producción».

### Banda sonora
La banda sonora de Notes on a Scandal fue compuesta en su totalidad por Philip Glass. Salió al mercado el 9 de enero de 2007 en formato de disco compacto a través del sello Rounder Records. La película también incluye una canción de Toots and the Maytals y otra de Siouxsie And The Banshees.
| Lista de canciones |                          |          |  |
| N.º                | Título                   | Duración |  |
| 1.                 | «First Day of School»    | 2:42     |  |
| 2.                 | «The History»            | 2:53     |  |
| 3.                 | «Invitation»             | 1:29     |  |
| 4.                 | «The Harts»              | 2:16     |  |
| 5.                 | «Discovery»              | 3:01     |  |
| 6.                 | «Confession»             | 1:45     |  |
| 7.                 | «Stalking»               | 1:53     |  |
| 8.                 | «Courage»                | 2:17     |  |
| 9.                 | «Sheba & Steven»         | 1:23     |  |
| 10.                | «The Promise»            | 2:54     |  |
| 11.                | «Good Girl»              | 3:00     |  |
| 12.                | «Sheba's Longing»        | 2:32     |  |
| 13.                | «Someone in Your Garden» | 1:51     |  |
| 14.                | «A Life Lived Together»  | 3:02     |  |
| 15.                | «Someone Has Died»       | 2:01     |  |
| 16.                | «Betrayal»               | 3:43     |  |
| 17.                | «It's Your Choice»       | 2:39     |  |
| 18.                | «Barbara's House»        | 3:45     |  |
| 19.                | «Going Home»             | 2:11     |  |
| 20.                | «I Knew Her»             | 3:22     |  |
| 50:09              |                          |          |  |

## Premios y candidaturas
79° Premios Óscar

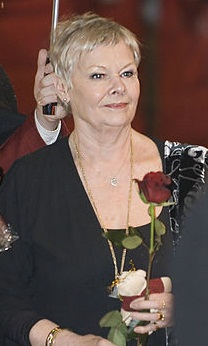
Judi Dench llegando al estreno de Notes on a Scandal en Berlín; 2007.

- Candidatura: Mejor actriz – Judi Dench
- Candidatura: Mejor actriz de reparto – Cate Blanchett
- Candidatura: Mejor guion adaptado – Patrick Marber
- Candidatura: Mejor banda sonora – Philip Glass

60° Premios BAFTA
- Candidatura: Mejor película británica
- Candidatura: Mejor actriz – Judi Dench
- Candidatura: Mejor guion adaptado – Philip Glass

64° Globos de Oro
- Candidatura: Mejor actriz dramática – Judi Dench
- Candidatura: Mejor actriz de reparto – Cate Blanchett
- Candidatura: Mejor guion – Patrick Marber

13° Premios del Sindicato de Actores
- Candidatura: Mejor actriz – Judi Dench
- Candidatura: Mejor actriz de reparto – Cate Blanchett

10° Premios Británicos del Cine Independiente
- Candidatura: Mejor película británica independiente
- Victoria: Mejor actriz en una película británica independiente – Judi Dench
- Candidatura: Mejor actriz de reparto en una película británica independiente – Cate Blanchett
- Victoria: Mejor guion – Patrick Marber

19° Premios de la Asociación de Críticos de Cine de Chicago
- Candidatura: Mejor actriz – Judi Dench
- Candidatura: Mejor actriz de reparto – Cate Blanchett
- Candidatura: Mejor guion adaptado – Patrick Marber
- Candidatura: Mejor banda sonora original – Philip Glass

12° Premios de la Asociación de Críticos de Cine de Dallas-Fort Worth
- Victoria: Mejor actriz de reparto – Cate Blanchett

11° Premios de la Asociación de Críticos de Cine de Florida
- Victoria: Mejor actriz de reparto – Cate Blanchett

12° Premios de la Crítica Cinematográfica
- Candidatura: Mejor película
- Candidatura: Mejor actriz – Judi Dench
- Candidatura: Mejor actriz de reparto – Cate Blanchett

Fuente: